# Mather Brown

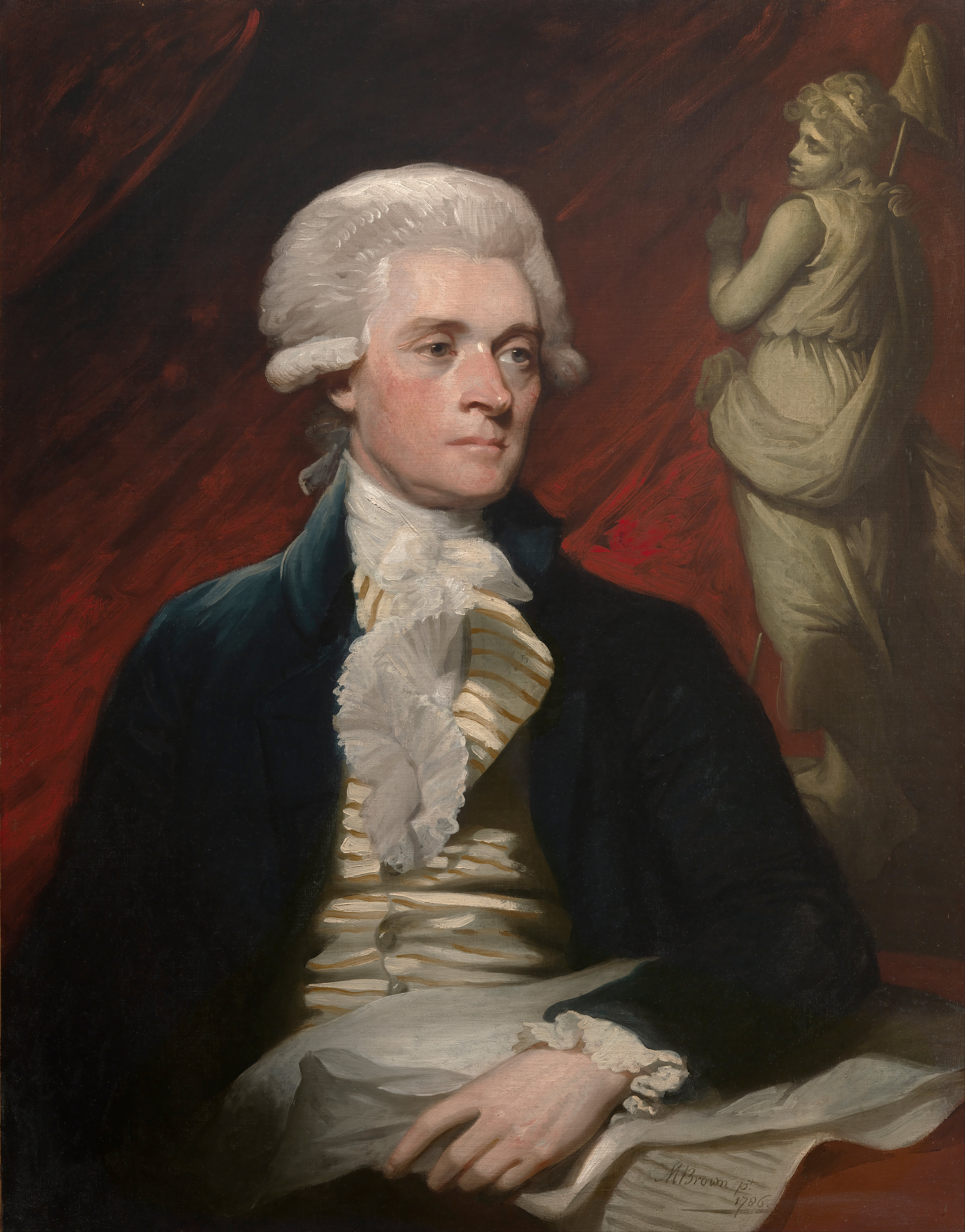
Retrato de Thomas Jefferson pintado durante su estancia en Londres en 1786.

Mather Brown (Boston, 1761 - Londres, 1831), fue un pintor estadounidense.
Siendo muy joven se trasladó a Inglaterra, donde fue discípulo del famoso pintor Benjamin West. Expuso por primera vez en la Royal Academy en 1783. Fundamentalmente conocido por sus retratos que incluyen a los reyes Jorge III y su esposa Carlota, otros miembros de la familia real británica, y también famosos compatriotas suyos como los presidentes John Adams y Thomas Jefferson, asimismo realizó cuadros de temática histórica y religiosa. Sufrió trastornos mentales al final de su vida.